# (53) Calipso
(53) Calipso es un asteroide que forma parte del cinturón de asteroides y fue descubierto por Karl Theodor Robert Luther el 4 de abril de 1858 desde el observatorio de Düsseldorf-Bilk, Alemania.
Está nombrado por Calipso, una diosecilla de la mitología griega.

## Características orbitales
Calipso está situado a una distancia media de 2,617 ua del Sol, pudiendo acercarse hasta 2,077 ua. Su excentricidad es 0,2064 y la inclinación orbital 5,172°. Emplea 1546 días en completar una órbita alrededor del Sol.